# 崎山駅
崎山駅（さきやまえき）は、福岡県京都郡みやこ町犀川崎山にある平成筑豊鉄道田川線の駅である。駅番号はHC23。
企画・宣伝協同組合（広告代理店）がネーミングライツを取得し、2009年（平成21年）4月1日より愛称付きの駅名がれいめい拳.com 崎山駅となっていた。2022年（令和4年）4月現在は契約終了しており、崎山駅に戻っている。

## 歴史
- 1954年（昭和29年）4月20日：日本国有鉄道（国鉄）の崎山信号場として開業[1]。
- 1956年（昭和31年）8月11日：駅に昇格（旅客駅）[1]。
- 1971年（昭和46年）10月20日：荷物扱い廃止[3]。無人駅となる[4]。
- 1987年（昭和62年）4月1日：国鉄分割民営化により九州旅客鉄道（JR九州）に承継[1]。
- 1989年（平成元年）10月1日：平成筑豊鉄道に転換[1]。
- 2009年（平成21年）4月1日：ネーミングライツにより「れいめい拳.com」の愛称が付く[2]。

## 駅構造

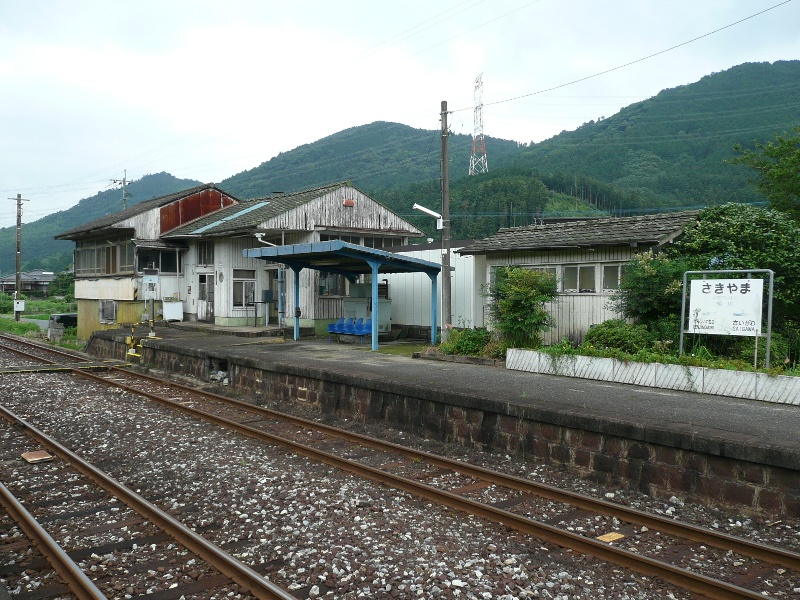
ホーム（2008年7月）

相対式ホーム2面2線を有する列車行違い（交換）可能駅。無人駅である。駅舎は2番線ホーム側にあり、上下ホームは構内踏切で連絡している。バリアフリー非対応。

### のりば
| のりば | 路線    | 方向 | 行先                     | 備考 |
| ------ | ------- | ---- | ------------------------ | ---- |
| 1      | ■田川線 | 下り | 田川伊田・金田・直方方面 |      |
| 2      | ■田川線 | 上り | 犀川・行橋方面           |      |

※案内上ののりば番号は割り当てられていない。

## 駅周辺
- 福岡県道34号行橋添田線
- 今川
- 林平作酒造場（九州菊〔クスギク〕）
- 竜王寺
- 崎山農業研修センター

## 隣の駅
平成筑豊鉄道
■田川線
犀川駅 (HC24) - 崎山駅(HC23)  - 源じいの森駅 (HC22)